# 森秋子
森 秋子（もり あきこ、1943年11月24日 - ）は、日本の女優。東京都渋谷区出身。本名は池田 芳子（旧姓：小林）。
学習院大学文学部仏文科卒業。文学座付属演劇研究所6期生を経て、劇団NLT、浪曼劇場に所属していた。

## 出演作品

### テレビドラマ
- 日本剣客伝 第2話「小野次郎左衛門」（1968年、NET）
- ドレミファ日記（1968年、TBS）
- 特別機動捜査隊（NET）
  - 第382話「砂に十字架を!」（1969年）
  - 第387話「神への道」（1969年）
  - 第397話「艶子という女」（1969年）
  - 第409話「ふたりの女」（1969年）
  - 第423話「石狩の女」（1969年） - マリ子
  - 第432話「コタンの女」（1970年） - しのぶ
- 特命捜査室 第1話「005危機連発」（1969年、CX）
- 東京コンバット 第36話「罠には罠を」（1969年、CX）
- 五番目の刑事 第10話「肝っ玉少年」（1969年、NET） - 牧悦子
- 東京バイパス指令 第57話「華やかな容疑者」（1969年、NTV）
- プレイガールシリーズ（12ch / 東映） 
  - プレイガール　第43話「スリが狙った女のハート」（1970年）
  - プレイガールQ （1975年）
    - 第48話「スリラー・墓場から聴える殺人メロディー」 - 滝井理津子
    - 第59話「妻はその夜何をしていたか」 - 大島麻子
- 時間ですよ 第4話（1970年、TBS）
- 夫よ男よ強くなれ 第24話「今晩おひま…?」（1970年、NET）
- 銭形平次（大川橋蔵版）（CX）
  - 第212話「黒い矢」（1970年）
  - 第322話「美女えらび」（1972年）
  - 第350話「三人の牢破り」（1973年）
  - 第381話「天女を女房にした男」（1973年） - お柳
  - 第437話「平次危機一髪」（1974年）
  - 第566話「奇妙なお礼参り」（1977年） - お甲
  - 第585話「船宿の女たち」（1977年） - お新
- 金メダルへのターン!（1970年、CX） - 田島オリエ
- 鬼平犯科帳（松本幸四郎版） 第49話「神田明神裏」（1970年、NET）
- ターゲットメン 第4話「三匹の赤い狼」（1971年、NET）
- 十手野郎捕物控 第8話（1971年、TBS）
- 続 大奥の女たち（1972年、CX）
- 明智探偵事務所 第3話「十字路」（1972年、NHK）
- 鬼平犯科帳 第2シリーズ 第19話「刃傷以后」（1972年、NET / 東宝） - 千代 役
- 忍法かげろう斬り 第11話「幻の連発銃」（1973年、KTV）
- キイハンター（TBS）
  - 第233話「美女とドクロの首飾り」（1972年）
  - 第255話「悪党三匹銀嶺を行く」（1973年）
- 眠狂四郎（1972年、KTV）
  - 第1話「夕焼けに肌が散る」
  - 第6話「夜陰に女を裂く」
- ジキルとハイド 第1話「けものの薬」（1973年、CX）
- 人造人間キカイダー 第34話「子連れ怪物 ブラックハリモグラ」（1973年、NET） - 森山カズコ
- 地獄の辰捕物控 第25話「恋女房の幽霊を見た」（1973年、NET） - おつた
- 木枯し紋次郎 第2部 第19話「冥土の花嫁を討て」（1973年、CX） - お時
- 非情のライセンス 第1シリーズ 第5話「兇悪の華」（1973年、NET） - 辻京子
- 走れ!ケー100 第9話「煙モクモクなんだ坂、こんな坂（兵庫の巻）」（1973年、TBS）
- 子連れ狼（萬屋錦之介版）（NTV）
  - 第一部 第15話「北から南 西から東」（1973年）
  - 第二部 第13話「赤猫まねき」（1974年）
- アイフル大作戦 第13話「逃亡と追跡!赤い唇100万$」（1973年、TBS）
- 仮面ライダーシリーズ（MBS）
  - 仮面ライダーV3 第24話「怪奇! ゴキブリ屋敷!!」（1973年） - 小林文代
  - 仮面ライダーX 第32話「対決! キングダーク対Xライダー」（1974年） - 野田幸子
  - 仮面ライダーストロンガー 第10話「恐怖のガンマー虫! 人間を狙う!!」（1975年） - 等々力妙子
- 狼・無頼控 第2話「女狩り秘聞」（1973年、MBS）
- 無宿侍 第2話「皆殺しの宿場」（1973年、CX）
- 伝七捕物帳 第5話「十手さばきに恋が咲く」（1973年、NTV） - 染寿
- 唖侍 第8話「濁流の美女狩り」（1973年、NTV）
- 花王愛の劇場 / 放浪記（1974年、TBS）
  - 第11話
  - 第12話
  - 第15話
- 連続テレビ小説 / 鳩子の海（1974年 - 1975年、NHK）
- 右門捕物帖 第3話「島帰り」（1974年、NET）
- 子連れ狼（萬屋錦之介版） 第二部 第13話「赤猫まねき」（1974年、NTV）
- 花の森台地（1974年、YTV）
- 夜明けの刑事 第2話「キャロル知らない奴はおくれてる」（1974年、TBS）
- バーディー大作戦 第30話「グラマー殺し屋部隊」（1974年、TBS）
- 鞍馬天狗 第18話「母の笹舟」（1975年、NTV） - 静子
- Gメン'75（TBS）
  - 第6話「コルト自動拳銃1911A1」（1975年） - グェン夫人
  - 第25話「助教授と女子大生殺人事件」（1975年） - 大賀夫人
  - 第141話「団地奥様族の犯罪」（1978年） - 丸谷の妻
  - 第142話「エレベーター密室殺人事件」（1978年） - きよみ
  - 第155話「浴槽に浮かんだ死体」（1978年） - 手塚昌代
- 大江戸捜査網 第3シリーズ 第94話「地下に眠る美女」（1975年、12ch）
- ザ★ゴリラ7 第21話「手錠をはめた億万長者」（1975年、NET）
- 燃える捜査網 第1話「女子中学生投身自殺」（1975年、NET）
- アクマイザー3 第2話「なぜ死んだ?! ザビタンの母」（1975年、NET） - 白鷺千代
- 新宿警察 第7話「帰らざる街」（1975年、CX）
- 遠山の金さん（杉良太郎版） 第1シリーズ（NET→ANB）
  - 第23話「悪夢を吹きはらえ!!」（1976年）
  - 第82話「三割三分三厘」（1977年）-地金問屋 堺屋庄兵衛の妾 お紺
- 円盤戦争バンキッド 第19話「パパの変身・SOS!」（1977年、NTV） - 洋裁店主
- 桃太郎侍（高橋英樹版）（NTV）
  - 第27話「袋小路の男」（1977年） - お艶
  - 第69話「おれはお江戸のダメ同心!」（1978年） - おえん
  - 第105話「北の岬の渡り鳥」（1978年） - おさん
- 同心部屋御用帳 江戸の旋風 第3シリーズ 第12話「浮気妻の仇」（1977年、CX）
- ジャッカー電撃隊 第23話「白い鳥人! ビッグワン」（1977年、ANB）
- 腐蝕の構造 第1話（1977年、MBS）
- 新・必殺仕置人 第38話「迷信無用」（1977年、ABC） - おかつ
- 人形佐七捕物帳 第33話「泥棒市が結ぶ恋」（1977年、ANB） - おはま
- 特捜最前線（ANB）
  - 第86話「死んだ男の赤トンボ!」（1978年）
  - 第152話「手配107・凧をあげる女!」（1980年）
- 新五捕物帳 第51話「ふたつの名を持つ男」（1978年、NTV）
- 柳生一族の陰謀 第13話「南海の女狐」（1978年、KTV） - お万の方
- 土曜ワイド劇場 / 0計画を阻止せよ-総理大臣誘拐!!-（1979年、ABC）

### テレビアニメ
- 赤き血のイレブン（1970年 - 1971年、NTV） - 明日香涼子

### 映画
- 赤頭巾ちゃん気をつけて（1970年、東宝） - 女医
- 曼陀羅（1971年、ATG） - 由紀子
- 日本悪人伝 地獄の道づれ（1972年、東映） - 亀島芳子
- 極道罷り通る（1972年、東映） - 長村ぎん
- 麻薬売春Gメン（1972年、東映） - 佳子
- 着流し百人（1972年、東映） - お半
- 音楽（1972年、ATG） - 麗子の兄の女
- 麻薬売春Gメン 恐怖の肉地獄（1972年、東映） - 島津香子
- 実録 私設銀座警察（1973年、東映） - 篠悦子
- 海軍横須賀刑務所（1973年、東映） - 牛若
- 女囚さそり 701号怨み節（1973年、東映） - 大門看守長
- 聖獣学園（1974年、東映） - 小笠原綾
- 黒い牝豹M （1974年、日活） - 和子
- 安藤組外伝 人斬り舎弟（1974年、東映） - 政代
- 少林寺拳法（1975年、東映） - 昌子
- 東京ディープスロート夫人（1975年、東映） - 三浦しのぶ

### 舞台
- サド侯爵夫人（1969年）
- 皇女フェドラ（1969年）
- クレオパトラ（1969年）
- 癩王のテラス（1969年）
- 薔薇と海賊 （1970年）
- 劇団浪曼劇場第7回公演「三島由紀夫追悼公演 サロメ」（1971年）
- るつぼ -Fire Walk With Me-（2024年）[3]

### 雑誌
- 平凡パンチ増刊号（1971年5月20日号）